# Conselho Soberano Sudanês (1955-1958)

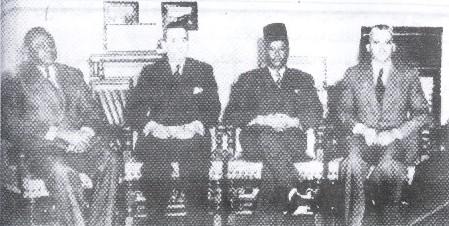
O Conselho Soberano de 1955 (não incluindo Ahmad Muhammad Salih), da direita para a esquerda: Ahmad Muhammad Yasin, Dardiri Mohammed Osman, Abd al-Fattah Muhammad al-Maghribi e Siricio Iro Wani

O Primeiro Conselho Soberano Sudanês (26 de dezembro de 1955–17 de novembro de 1958), ou Comissão Suprema ou Comissão de Soberania, foi estabelecido no contexto da luta do Sudão pela independência e a subsequente transição para o autogoverno. O Sudão, anteriormente sob domínio conjunto britânico-egípcio, conquistou a independência em 1 de janeiro de 1956. O conselho foi formado em 26 de dezembro de 1955 para supervisionar a governança da República do Sudão durante este período de transição. Os membros do conselho incluíam Abd al-Fattah Muhammad al-Maghribi, al-Dardiri Muhammad Uthman (Partido Nacional Umma), Ahmad Muhammad Yasin (Partido Nacional Unionista), Ahmad Muhammad Salih (NUP) e Siricio Iro Wani (Partido Liberal do Sul). O primeiro-ministro foi Ismail al-Azhari até 5 de julho de 1956, seguido por Abdallah Khalil até o golpe de Estado de 17 de novembro de 1958.
Durante seu mandato, o conselho enfrentou vários desafios, incluindo a Primeira Guerra Civil Sudanesa, que durou de 1955 a 1972. O conflito eclodiu pouco antes da independência do Sudão e continuou durante toda a existência do conselho. A guerra civil foi travada principalmente entre o governo sudanês e os rebeldes do sul que buscavam maior autonomia e controle de recursos. Foi resolvida por meio do Acordo de Adis Abeba em 1972, que estabeleceu a Região Autônoma do Sul do Sudão.
O conselho também lidou com questões relacionadas à soberania do Sudão e sua posição na arena internacional. O Sudão enfrentava as complexidades da Guerra Fria, com interesses concorrentes das potências globais. Os políticos sudaneses tinham visões diferentes sobre descolonização, independência e o equilíbrio entre manter a soberania e aceitar ajuda estrangeira. O Partido Umma, por exemplo, considerou a aceitação da ajuda dos Estados Unidos necessária para proteger a soberania sudanesa, enquanto outros tinham perspectivas variadas.
O Primeiro Conselho Soberano Sudanês terminou em 17 de novembro de 1958, quando o general Ibrahim Abboud tomou o poder em um golpe militar. Ibrahim Abboud assumiu a presidência, e o conselho foi dissolvido, levando a uma mudança na estrutura de governança do Sudão de um sistema parlamentar para um regime militar.

## Nota
- Este artigo foi inicialmente traduzido, total ou parcialmente, do artigo da Wikipédia em inglês cujo título é «Sudanese Sovereignty Council (1955–1958)».